# Рагін
«Рагін» — драматичний фільм, знятий Кирилом Серебренніковим за мотивами повісті А. П. Чехова «Палата № 6».

## Сюжет
Андрій Єфимович Рагін очолює лікарню в маленькому містечку Росії. ХХ століття — період наукових відкриттів, якими цікавиться провінційний лікар. Одна із робіт привернула увагу Андрія Єфимовича і він вирішив втілити новий метод у своїй лікарні. Він усе частіше проводить час у палаті № 6. Інші починають помічати дивну поведінку Рагіна, до того ж він сам потерпає від галюцинацій. Медичний підхід викликає сумнів не тільки у персонала, його пацієнт Громов допускає, що Рагін не здатний лікувати інших.
Після чергової розмови Андрія Єфимовича з Громовим, у якій пацієнт був лікарем, а Рагін виступав хворим, медперсонал починає обговорювати безумну поведінку керівника та необхідність його заміни. Так Андрій Єфимович потрапляє в палату № 6 на лікування. Спочатку він намагався вийти, але Микита чинить опір. У своєму світі Андрій Єфимович відправляється у Відень: гуляє містом, слухає оперу, насолоджується солодощами.

## У ролях
| Актор             | Персонаж          | Роль                    |
| ----------------- | ----------------- | ----------------------- |
| Олексій Гуськов   | Рагін             | головний лікар          |
| Олександр Галибін | Громов            | пацієнт палати № 6      |
| Дмитро Муляр      | Хоботов           | молодий повітовий лікар |
| Наталія Нікуленко | Анна Іванівна     | санітарка               |
| Зоя Буряк         | Саня              | санітарка               |
| Володимир Краснов | Сергій Сергійович | фельдшер лікарні        |
| Віталій Хаєв      | Микита            | сторож                  |
| Сергій Паршин     | Топтун            | пацієнт палати № 6      |
| Сергій Бехтерєв   | Хлопчик           | пацієнт палати № 6      |
| Юрій Іцков        | Мойсейка          | пацієнт палати № 6      |
| Агрипина Стеклова | Райська           |                         |
| Сергій Паршин     | Топтун            |                         |

## Створення фільму

### Виробництво
Зйомки стрічки проходили в Санкт-Петербурзі, Росія.

### Знімальна група
- Кінорежисер — Кирило Серебренніков
- Сценаристи — Михайло Угаров за участю Дмитра Зверькова та Кирила Серебреннікова
- Кінопродюсери — Олексій Гуськов, Денні Краус, Курт Штокер
- Композитор — Олексій Айгі
- Кінооператор — Артур Гімпель
- Кіномонтаж — Кірк фон Хефлін
- Художник по костюмах — Світлана Медова
- Підбір акторів — Юлія Покровська

## Сприйняття

### Критика
На сайті IMDb рейтинг стрічки становить 6,6/10 на основі 49 голосів.

### Номінації та нагороди
На 40-му фестивалі у Карлових Варах драма отримала нагороду в конкурсі «На Схід від Заходу».